# Tigrioides transversa
Tigrioides transversa là một loài bướm đêm thuộc phân họ Arctiinae, họ Erebidae.